# Robert Thalmann
Robert Thalmann (Menznau, Districte de Willisau, 1 de febrer de 1949 - 23 de maig de 2017) va ser un ciclista suís, que va córrer durant els anys 60 i 70 del segle xx. Durant la seva carrera esportiva va participar en els Jocs Olímpics de 1976, a Mont-real.
Del seu palmarès destaca una medalla al Campionat del món de en contrarellotge per equips de 1968.

## Palmarès
- 1973
  -  Campió de Suïssa amateur en ruta
  - 1r al Giro del Mendrisiotto
  - Vencedor d'una etapa al Tour de l'Avenir
  - Vencedor d'una etapa al Gran Premi Guillem Tell
- 1975
  - Vencedor d'una etapa al Volta a Renània-Palatinat
- 1976
  - Vencedor d'una etapa al Gran Premi Guillem Tell
- 1977
  -  Campió de Suïssa amateur en ruta
  - Vencedor d'una etapa al Gran Premi Guillem Tell